# Proyecto 56
El Proyecto 56 fue una serie de pruebas nucleares en superficie llevadas a cabo por los Estados Unidos en el Área 11 del Emplazamiento de pruebas de Nevada entre noviembre de 1955 y enero de 1956.
 Estas pruebas fueron precedidas por la Operación Wigwam y sucedidas por la Operación Redwing.

## Objetivo
Estos experimentos estaban destinados a realizar pruebas de seguridad, para determinar si un arma nuclear dañada en un accidente detonaría mediante una reacción nuclear incluso si parte o todo el alto explosivo del iniciador había ardido o detonado previamente.

## Consecuencias
Más de 362 hectáreas resultaron contaminadas con fragmentos y polvo de plutonio. Esto hizo que el Área 11 fuese conocida como Plutonium Valley (valle del plutonio). La zona continúa siendo usada para simulacros realistas de medición radiológica y operaciones de recogida de muestras.

## Pruebas
| Nombre            | Fecha      | Potencia   | Nota                   |
| ----------------- | ---------- | ---------- | ---------------------- |
| Proyecto 56 n.º 1 | 01-11-1955 | Cero       |                        |
| Proyecto 56 n.º 2 | 03-11-1955 | Cero       | Dispersión de plutonio |
| Proyecto 56 n.º 3 | 05-11-1955 | Cero       | Dispersión de plutonio |
| Proyecto 56 n.º 4 | 18-01-1956 | Muy ligera | Dispersión de plutonio |